# سليم حسين
سليم حسين (ولد في 17 ديسمبر 1969) لاعب كرة قدم عراقي، كان مدافع في الفريق المنتخب العراقي سابقاً. ايضاً شارك مع المنتخب العراقي في بطولة العالم للشباب لكرة القدم عام 1989.
لعبة سليم في اثنى عشر مباراة مع المنتخب الوطني بين عامي 1989 و 1993.